# Melanocetus niger
Melanocetus niger är en fiskart som beskrevs av Regan 1925. Melanocetus niger ingår i släktet Melanocetus och familjen Melanocetidae. Inga underarter finns listade i Catalogue of Life.